# Gros-Morne (arondisman)
Gros-Morne (haitski kreolski Gwo Mòn), arondisman u Haitiju, u departmanu Artibonite; 1.008 km², 145,232 stanovnika 2003.